# ЕД9
ЕД9 — серія електропоїздів змінного струму, що випускаються з 1995 року на Деміховському машинобудівному заводі для залізниць Росії та колишнього СРСР.

## Опис
Серія електропоїздів серії ЕД9 почалася з ЕД9Т, зовні схожого на ЕД2Т, але призначеного для експлуатації на змінному струмі 25 кВ, 50 Гц. Станом на грудень 2013 побудовано 294 електропоїзди серій ЕД9Т, ЕД9Е і ЕД9М/ЕД9МК (ЕД9Т — 0001-0027, ЕД9М/ЕД9МК — 0028-0267 і ЕД9Е — 0001-0027).

## ЕД9Т
Електропоїздів ЕД9Т було випущено 27 8- і 10-вагонних складів (номери з 0001 по 0027). Нині ЕД9Т не випускається. З номера 0028 випускаються електропоїзди серій ЕД9М і ЕД9МК. Електропоїзди обладнані системою реостатного гальмування. Також у 1999 році додатково були випущені 30 причіпних вагонів (з номерами з ЕД9Т-3001 по 3030), несумісних з поїздами ЕД9Т, з яких були складені поїзда з 10 вагонів і двох секцій електровоза ВЛ80С або тепловоза 2ТЕ10В, в ТЧ-7 ГЖД вагони експлуатуються з ЧМЕ3, які обладнані спеціальними системами. Всі вони експлуатуються Горьківською залізницею.

## ЕД9М/МК
Електропоїзд ЕД9М є аналогом електропоїзда ЕД4М, але на відміну від нього призначений для експлуатації на маршрутах зі змінним струмом. Зовні електропоїзд ЕД9М майже не відрізняється від ЕД4М. Усередині салону моторного вагона електропоїздів ранніх випусків розташована шафа з високовольтним кабельним вводом. На даний момент був розроблений компактний аналог, що дозволив збільшити кількість посадкових місць шляхом відсутності шафи.

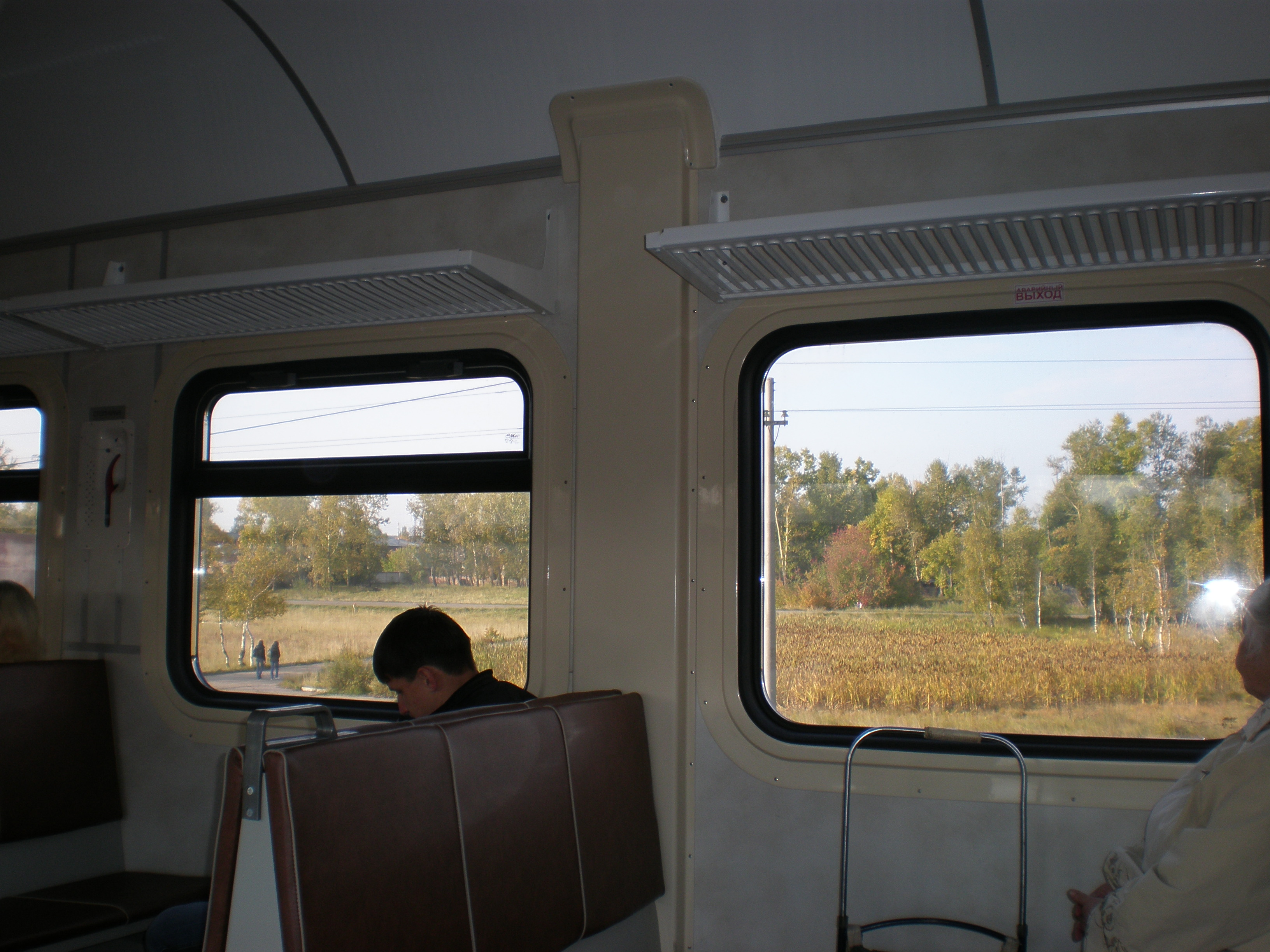
Компактне шинне введення в нових електропоїздах ЕД9М випуску 2008 року і пізніше

Електропоїзд ЕД9М обладнаний електродинамічним (реостатним) гальмом, конструкція вагонів забезпечує можливість експлуатації на лініях, як з високими, так і з низькими платформами.
У порівнянні з розташованими в експлуатації електропоїздами серії ЕР9Т електропоїзд ЕД9М має наступні переваги та конструктивні особливості:
- вища пасажиромісткість вагонів (на 17%);
- збільшені майданчики накопичувальних тамбурів (на 60%);
- ширші вхідні двері (на 28%);
- скорочено на 30% час на посадку і висадку пасажирів;
- підвищена потужність тягових двигунів;
- конструкція кабіни машиніста більш комфортна, відповідає сучасним вимогам ергономіки;
- забезпечується можливість формування поїздів парної і непарної складовою шляхом включення в секції додаткових причіпних вагонів;
- надається можливість формувати зчленовані електропоїзди (два, три);
- нова архітектура лобової частини зі збільшеними вікнами підвищеної міцності, електронними маршрутними покажчиками, склоочисниками з електроприводом, склоомивача, буферними сигналами нової конструкції, суміщені в одному блоці, прожектором зменшених габаритів з ефективним відбивачем;
- електронна система сигналізації про загоряння і стаціонарна установка пожежогасіння;
- блок індикації в кабіні машиніста з інформацією про несправності та спалахи в вагонах; дублювання інформації мовним повідомленням;
- люмінесцентне освітлення салонів;
- табло «рухомого рядка» з інформацією про шлях проходження, що дублюється, синтезатором мови;
- вікна салонів з герметичними склопакетами;
- оздоблювальні пожежобезпечні матеріали;
- уніфіковане крісло машиніста підвищеної вібробезпеки.

Великий вибір запропонованих складовою електропоїздів типу ЕД9М дозволяє споживачам зменшити капітальні витрати, а також знизити експлуатаційні витрати на ремонт і обслуговування поїздів з меншою кількістю моторних вагонів при однаковій довжині і населеності. Особливості конструкції електропоїздів виробництва ВАТ «ДМЗ» з вагонами довжиною 21,5 м дозволяють використовувати 9-ти вагонні електропоїзди ЕД9М для спільної експлуатації і для рівноцінної заміни 10-ти вагонних електропоїздів серій ЕР9 всіх найменувань. Наявність на електропоїздах ЕД9М широких вхідних дверей і великих накопичувальних тамбурів забезпечує сприятливіші умови для перевезення пасажирів у приміському сполученні, особливо години «пік» (зниження часу посадки-висадки на 40%).
Модифікація ЕД9М призначена для приміських маршрутів, модифікація ЕД9МК підвищеної комфортності (має з ЕД9М наскрізну нумерацію) — для експресних маршрутів.

## ЕД9Е

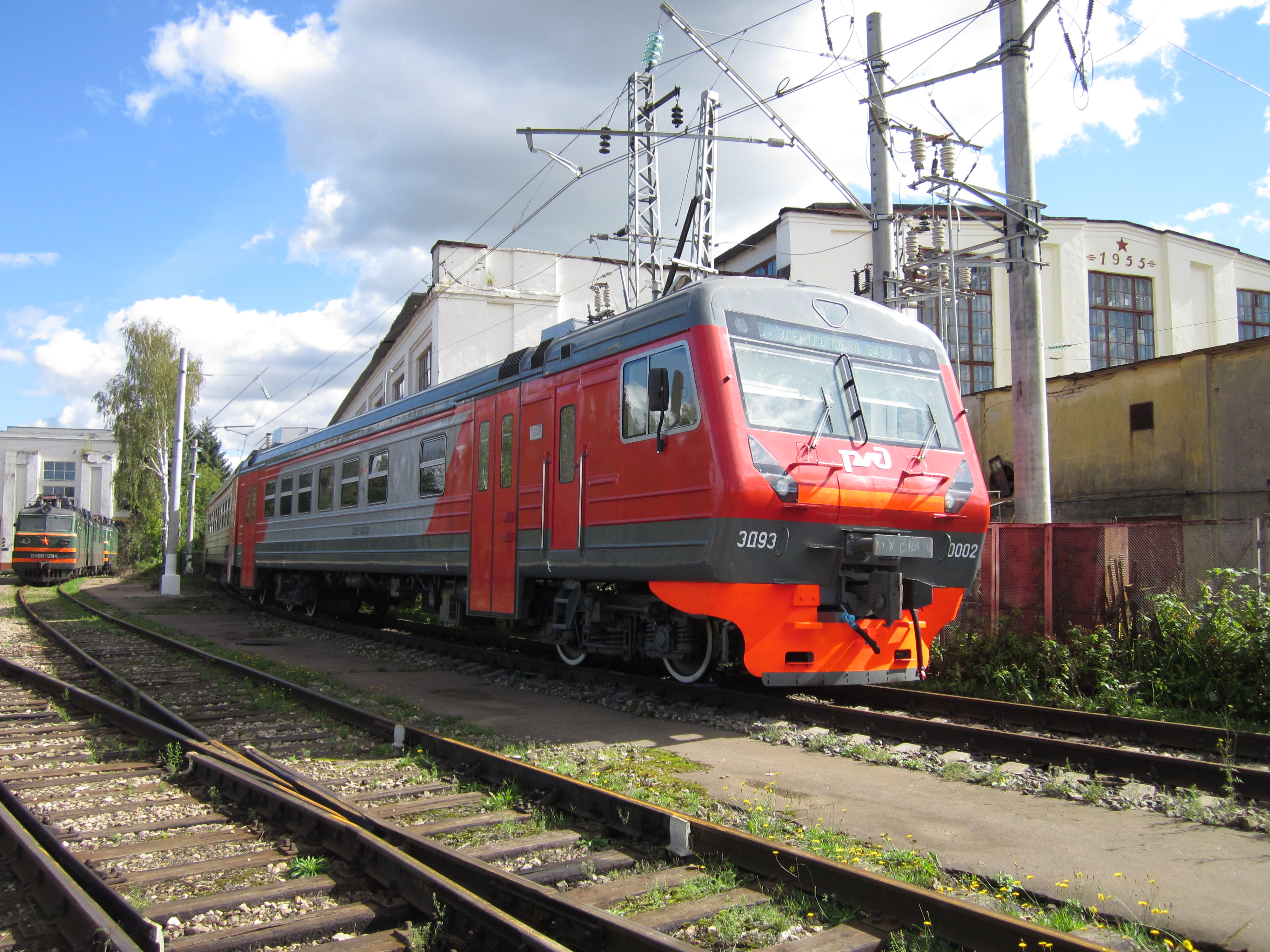
Електропоїзд ЕД9Е-0002 з оновленою кабіною машиніста на кільці ВНІІЖТа (м. Щербинка)

У 2006–2009 роках був побудований експериментальний 9-вагонний поїзд ЕД9Е-0001 з комплектом енергоощадного електрообладнання, який на початку грудня 2010 року був переданий в депо Ростов Північно-Кавказької залізниці. для постійної експлуатації. Найважливішою перевагою ЕД9Е-0001 є використання енергоощадного комплекту електрообладнання КЕТ-25, перетворювача ВІП-1000 і мікропроцесорної системи управління тяговим приводом, які забезпечують плавне регулювання напруги на тягових електродвигунах, а також сприяють підвищенню тягових показників електропоїзда і скорочення експлуатаційних витрат на 20-25% шляхом застосування рекуперативного гальмування практично до повної зупинки поїзда. Крім цього, економія витрат електроенергії на один електропоїзд на рік складе близько 450 тисяч кВт·год.
У 2012 році розпочато випуск оновлених електропоїздів ЕД9Е з номера 0002. Вагони мають прикладно-зсувні автоматичні двері для виходу на низькі платформи, систему кондиціонування, систему відеоспостереження, міжвагонні переходи, аналогічні серії ЕД4МКМ-АЕРО. Головні вагони мають збільшений тамбур і туалетну кімнату, обладнану для пасажирів з обмеженими можливостями, аналогічну на електропоїзді ЕД4М-500.

## Технічні характеристики (ЕД9М)

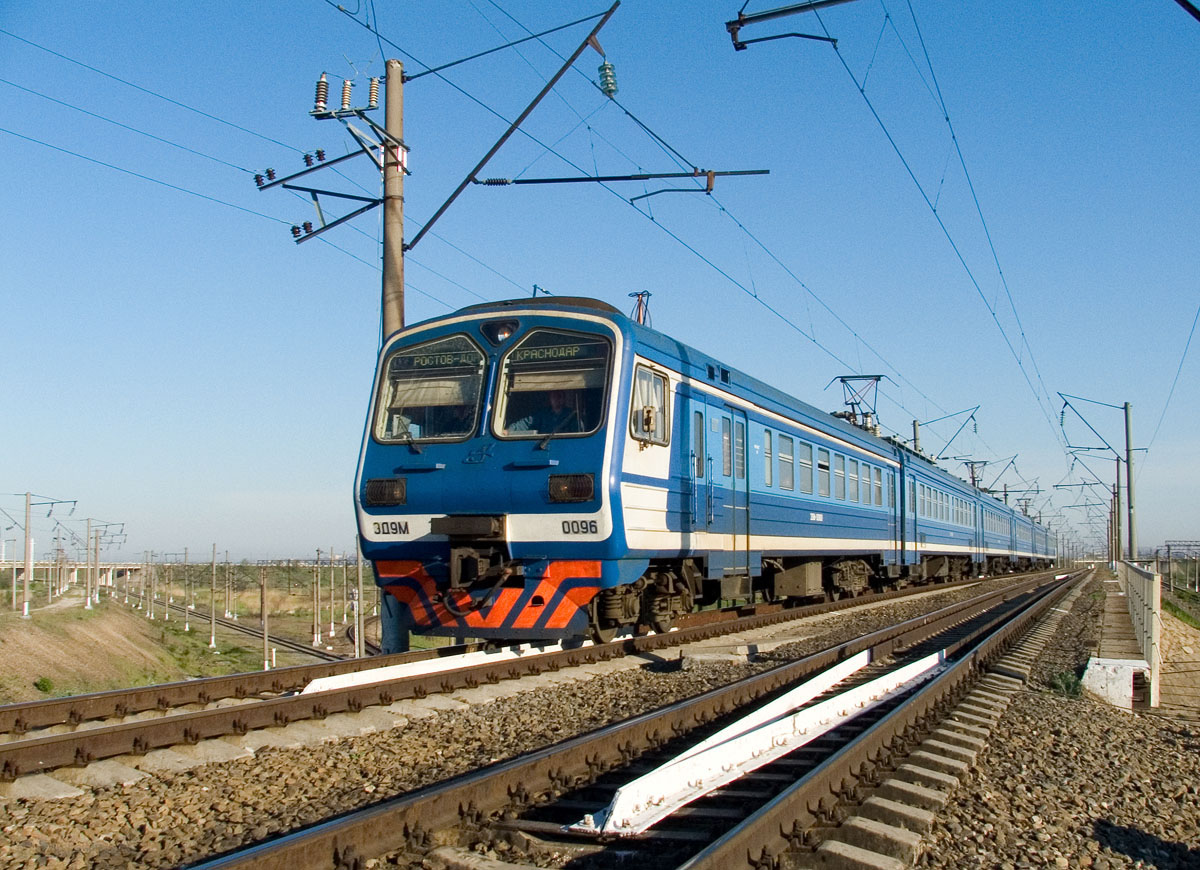
ЕД9М-0096

- Конструкційна швидкість, км/год — 130 (ЕД9Т/М/МК)
- Основними складовими — 9-ти вагонна (за схемою 2 головних вагони, 4 моторних вагони, 3 причіпних вагони).
- Можливі варіанти складовою поїздів — 4, 6, 7, 8, 9, 10, 11
- Довжина електропоїзда основною складовою, м — 198,6
- Довжина поїзда — n (кількість вагонів) х 22,06
- Довжина вагона по осях автозчеплень, мм — 22056
- Ширина вагона, мм — 3522
- База вагона, мм — 15000
- Ширина дверного отвору, мм — 1250
- Кількість місць для сидіння в поїзді — 2251
- Номінальна місткість (місця для сидінь плюс 5 пас./м2):
  - в поїзді — 2149
  - в головному — 205
  - в моторному — 248
  - в причіпному — 249
- Загальна годинна потужність тягових двигунів, кВт — 3520
- Питома потужність тягових двигунів, кВт/т — 8,58
- Середнє прискорення до швидкості 60 км/год, м/с2 — 0,7